# Duh Asiza
Međureligijski susret u Asizu ili Duh Asiza bio je događaj, koji je promovirao papa Ivan Pavao II., kojemu je nazočilo više vjerskih vođa kako bi molili za mir.
Dana 25. siječnja 1986. u Rimu je objavljena odluka Ivana Pavla II. u kojoj poziva poglavare svjetskih religija na susret u Asizu, 27. listopada iste godine. Na skup se odazvalo 67 poglavara iz 12 vjerskih zajednica i Crkava.
Za vrijeme skupa, uz zajednički post za mir u svijetu, pojedine su zajednice molile odvojeno na posebnim mjestima u Asizu. Na Papinu zamolbu toga su dana prestali oružani sukobi na većini otvorenih ratišta u svijetu.

### Članci
- Zovkić, Mato. 1997. Međureligijski susreti Ivana Pavla II. od Asiza 1986. do Sarajeva 1997. Vrhbosnensia. Univerzitet u Sarajevu – Katolički bogoslovni fakultet. Sarajevo. 1 (1): 9–30